# تشاونسي ماكفيرسون
تشاونسي ماكفيرسون (بالإنجليزية: Chauncey McPherson)‏ هو مبارز بالسيف أمريكي، ولد في 29 يناير 1892 في فيلادلفيا في الولايات المتحدة، وتوفي في 4 مايو 1977 في برناردسفيل في الولايات المتحدة.

## وصلات خارجية
- تشاونسي ماكفيرسون على موقع أوليمبيديا (الإنجليزية)